# انتاواک
انتاواک (نام علمی: Artocarpus anisophyllus) نام یک گونه از سرده آرتوکارپوس است.